# Albitreccia
Albitreccia is een gemeente in het Franse departement Corse-du-Sud (regio Corsica). De gemeente telde 1.780 inwoners op 1 januari 2022.

## Geografie
De oppervlakte van Albitreccia bedroeg op 1 januari 2022 45,76 vierkante kilometer; de bevolkingsdichtheid was toen 38,9 inwoners per km².
De onderstaande kaart toont de ligging van Albitreccia met de belangrijkste infrastructuur en aangrenzende gemeenten.

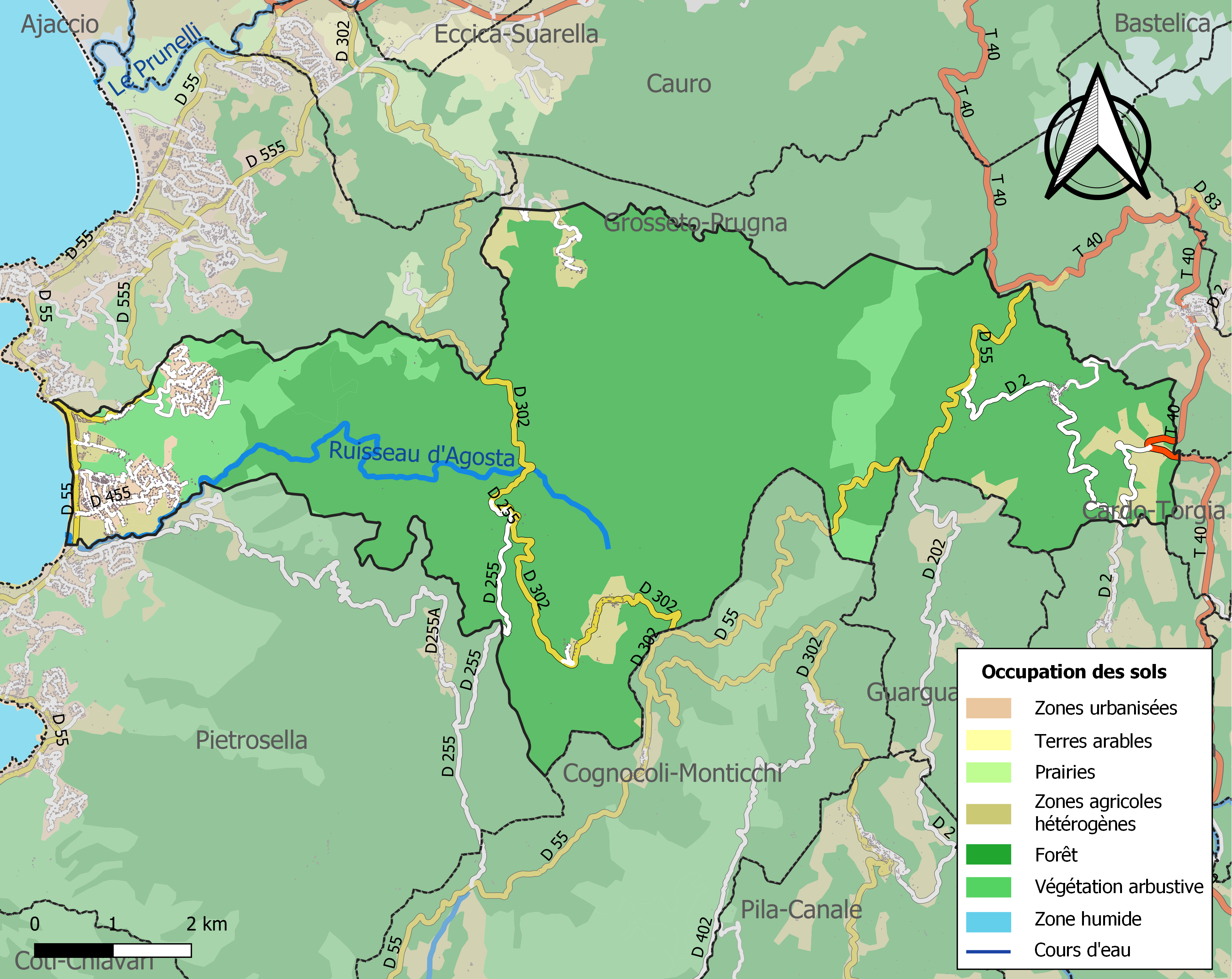

## Demografie
Onderstaande figuur toont het verloop van het inwonertal.
Vanwege een beveiligingsprobleem met de MediaWiki Graph-software is het momenteel niet mogelijk deze grafiek weer te geven. Zodra de software is bijgewerkt zal de grafiek vanzelf weer zichtbaar worden.